# Józef Zielonka
Józef Zielonka, Józef Zielonko (en. Joseph Zielonka, Joseph Zielonko) (ur. 1873, zm. 1961) – amerykański duchowny starokatolicki polskiego pochodzenia, arcybiskup Polskiego Kościoła Starokatolickiego w Ameryce.

## Życiorys
Józef Zielonka vel Józef Zielonko z zawodu był organistą. Przed emigracją do Stanów Zjednoczonych Ameryki pracował w parafii rzymskokatolickiej w Bądkowie. 
Po przyjeździe do USA związał się z Polskim Kościołem Reformowanym, który powstał w 1897 w Scranton. W 1906 został ordynowany przez Franciszka Hodura na duchownego Polskiego Kościoła Reformowanego z zadaniem prowadzenia misji w Filadelfii. W latach 1908-1911 administrował polską parafią narodową Świętego Krzyża w Baltimore. W 1911 skłócony z biskupem Franciszkiem Hodurem odszedł z Polskiego Narodowego Kościoła Katolickiego i założył własną denominację religijną. W 1911, wykorzystując konflikt rzymskokatolickiego arcybiskupa Filadelfii z Polonią, stanął na czele polskiej parafii niezależnej św. Walentego w Filadelfii.
| Konsekrator      | Paolo Miraglia Gulotti   |
| Data konsekracji | 16 listopada 1913        |
| Rekonsekracja    |                          |
| Konsekrator      | William Francis Brothers |
| Data konsekracji | 24 czerwca 1925          |

W 1913 w Filadelfii otrzymał prawdopodobnie warunkowo święcenia kapłańskie, a następnie sakrę biskupią z rąk włoskiego biskupa Paolo Miraglia Gulloti, który był sufraganem arcybiskupa Josepha Vilatte. Następnie przeniósł się do Newark, gdzie zorganizował kolejny polonijny związek wyznaniowy. W tym czasie podjął współpracę z lokalnym zborem baptystów. Po jakimś czasie wstąpił do niego i zajął się ulicznym kaznodziejstwem. W 1925 powrócił do doktryny starokatolicyzmu. Wstąpił jako biskup sufragan do Kościoła Starokatolickiego w Ameryce. Z uwagi na podejrzenia o nieważność uzyskanych wcześniej święceń miał zostać w tym samym roku ponownie konsekrowany sub conditione przez biskupa Williama Francisa Brothersa. 
W okresie międzywojennym Józef Zielonka prowadził misję starokatolicką w Polsce, która była konkurencyjna dla diecezji misyjnej Polskiego Narodowego Kościoła Katolickiego. W 1927 nawiązał współpracę ze Starokatolickim Kościołem Mariawitów, z którym wszedł w krótkotrwałą unię kościelną. Współpracował też z księdzem Andrzejem Huszno i Polskim Narodowym Kościołem Prawosławnym.
Od 1937 rezydował w New Jersey, gdzie był zwierzchnikiem Polskiego Kościoła Starokatolickiego w Ameryce liczącego około 7 000 wiernych.